# Jamie Selkirk
Jamie Selkirk (Auckland, 14 settembre 1947) è un montatore e produttore cinematografico neozelandese.
Ha lavorato principalmente in Nuova Zelanda. È particolarmente famoso in quanto coproduttore insieme a Peter Jackson della trilogia de Il Signore degli Anelli. Ha ricevuto l'Oscar al miglior montaggio per l'ultimo film della trilogia, Il Signore degli Anelli - Il ritorno del re (2003).

## Biografia
Ha iniziato a lavorare nell'industria dell'intrattenimento con la New Zealand Broadcasting Company. Iniziò come apprendista montatore per cinegiornali, servizi di attualità, documentari e drammi. In seguito ad un incidente automobilistico, che lo lasciò inabile per un lungo periodo, passò al ruolo più sedentario di montatore cinematografico.
Jamie Selkirk ha avuto una lunga collaborazione con il regista Peter Jackson. Ha lavorato come montatore, montatore del suono e supervisore alla post-produzione per i film Fuori di testa, Meet the Feebles, e Creature del cielo. Selkirk è stato sia produttore associato che montatore per il film di Jackson Splatters - Gli schizzacervelli nel 1992, ed è diventato un produttore (e montatore) nel film Sospesi nel tempo.
Jackson e Selkirk sono esempi di cineasti Neozelandesi che hanno scelto di rimanere in Nuova Zelanda anche dopo il riconoscimento internazionale del loro lavoro.
Oltre al suo lavoro come produttore sulla trilogia de Il Signore degli Anelli, Selkirk ha lavorato come supervisore al montaggio per i primi due episodi: Il Signore degli Anelli - La Compagnia dell'Anello e Il Signore degli Anelli - Le due torri. John Gilbert e Michael Horton sono stati candidati all'Oscar per il miglior montaggio per questi episodi. Selkirk inizialmente pensava di montare tutti e tre gli episodi, ma alla fine, ha montato solo il terzo episodio. In un'intervista con Restuccio Daniele, ha commentato ironicamente: "Ho sempre preferito la sceneggiatura migliore".
Selkirk è stato eletto membro della American Cinema Editors.

## Filmografia

### Montatore
- A Woman of Good Character, regia di David Blyth (1980)
- Squeeze, regia di Richard Turner (1980)
- It's Lizzie to Those Close regia di David Blyth - film TV (1983)
- Should I be good? regia di Graham McLean (1985)
- Il mistero della tartaruga bianca (The Silent One), regia di Yvonne Mackay (1984)
- Fuori di testa (Bad Taste), regia di Peter Jackson (1987)
- Meet the Feebles, regia di Peter Jackson (1989)
- Old Scores, regia di Alan Clayton (1991)
- Splatters - Gli schizzacervelli (Braindead), regia di Peter Jackson (1992)
- Typhon's People regia di Yvonne Mackay - film TV (1993)
- Creature del cielo (Heavenly Creatures) regia di Peter Jackson (1994)
- Jack Brown Genius, regia di Tony Hiles (1996)
- Sospesi nel tempo (The Frighteners), regia di Peter Jackson, (1996)
- Il Signore degli Anelli - Il ritorno del re (The Lord of the Rings: The Return of the King), regia di Peter Jackson (2003)
- King Kong, regia di Peter Jackson (2005)

### Produttore
- Splatters - Gli schizzacervelli (Braindead), regia di Peter Jackson (1992)
- Forgotten Silver, regia di Peter Jackson e Costa Botes (1995)
- Jack Brown Genius, regia di Tony Hiles (1996)
- Sospesi nel tempo (The Frighteners), regia di Peter Jackson, (1996)
- Larger than Life, regia di Ellory Elkayem - cortometraggio (1997)
- Wasted, regia di Steven Whelan-Turnbull - cortometraggio (1998)
- The making of 'The frighteners', regia di Peter Jackson - documentario (1998)
- Il Signore degli Anelli - La Compagnia dell'Anello (The Lord of the Rings: The Fellowship of the Ring), regia di Peter Jackson (2001)
- Il Signore degli Anelli - Le due torri (The Lord of the Rings: The Two Towers)), regia di Peter Jackson (2002)
- The Long and Short of It, regia di Sean Astin - cortometraggio (2002)
- Il Signore degli Anelli - Il ritorno del re (The Lord of the Rings: The Return of the King), regia di Peter Jackson (2003)
- Predicament, regia di Jason Stutter (2010)
- Good for Nothing, regia di Mike Wallis (2011)